# 1888 no desporto

## Eventos

### Futebol
- 17 de abril - É criada no Royal Hotel, Manchester, a Football League, a mais antiga competição por nações do futebol mundial, disputada por 12 times da Inglaterra.[1][2]
- 8 de setembro - Estreia o Campeonato Inglês, a primeira liga nacional do mundo, com doze clubes: Preston, Aston Villa, Wolverhampton, Blackburn, Bolton, West Bromwich, Accrington, Everton, Burnley, Derby County, Notts County e Stoke City. Blackburn Rovers e Notts County, tiveram que esperar mais uma semana para estrear na liga.[3]

## Nascimentos
| Data           | Nome                 | Profissão           | Nacionalidade | Observações | Ref   |
| -------------- | -------------------- | ------------------- | ------------- | ----------- | ----- |
| 12 de janeiro  | Fritz Kachler        | patinador artístico | Áustria       | m. 1973     | [ 4 ] |
| 6 de outubro   | Roland Garros        | tenista e aviador   | França        | m. 1918     | [ 5 ] |
| 19 de novembro | José Raúl Capablanca | jogador de xadrez   | Cuba          | m. 1942     | [ 6 ] |

## Mortes
| Data        | Nome               | Profissão  | Nacionalidade           | Observações | Ref   |
| ----------- | ------------------ | ---------- | ----------------------- | ----------- | ----- |
| 20 de junho | Johannes Zukertort | enxadrista | Polónia · Império Russo | n. 1842     | [ 7 ] |